# Nicolaus Bruhns
Nicolaus Bruhns (křestní jméno psáno i Nikolaus, příjmení Bruhn nebo Bruns; prosinec 1665, Schwabstedt – 8. dubna 1697, Husum) byl německo-dánský hudební skladatel, varhaník a houslista. Je považován za předního reprezentanta severoněmecké varhanní školy. Z jeho skladatelského díla se dochovala čtyři úplná varhanní díla a dvanáct duchovních kantát.

## Životopis
Pocházel z německé rodiny hudebníků. Nejprve se učil u svého otce a z 16 let u svého strýce v Lübecku, kde poprvé prokázal své umění hry na housle a studoval hru na varhany u Dietricha Buxtehudeho. Později, díky doporučujícímu dopisu od Buxtehudeho Nicolaus působil jako zástupce varhaníka v Kodani, vystupoval na večerních koncertech a na královském dvoře. Již za svého života si získal oblibu. V roce 1689, po smrti svého předchůdce, byl jednomyslně jmenován varhaníkem v Husumu. Když dostal místo, Bruhns se oženil s Annou Dorotheou Hesseovou, nevlastní sestrou své tety. O několik měsíců později mu byla nabídnuta práce v Kielu, ale tu odmítl, když mu v Husumu zvýšili plat. Zemřel předčasně na tuberkulózu ve věku 31 let.
Proslavil se jako virtuózní hudebník známý svou schopností hrát zároveň na housle a varhanní pedály. Dílo Nicolausa Bruhnsa ovlivnilo další vývoj varhanního umění a stalo se mezníkem pro mnoho dalších hudebníků.

## Hudební skladby

### Kantáty
- Die Zeit meines Abschieds ist vorhanden
- Der Herr hat seinem Stuhl im Himmel bereitet
- Jauchzet dem Herren, alle Welt
- De profundis
- Mein Herz ist bereit
- Wohl dem, der den Herren fürchtet
- Paratum cor meum
- Ich liege und schlafe
- Muss nicht der Mensch
- O werter heil’ger Geist
- Hemmt eure Tränenflut
- Erstanden ist der heilige Christ

### Varhanní díla
- "Velké" Preludium E Moll
- "Malé" Preludium E Moll
- Preludium G Dur
- Choralphantasie Nun komm der Heiden Heiland
- Preludium D Dur (fragment)